# Prosekia tarumae
Prosekia tarumae là một loài chân đều trong họ Philosciidae. Loài này được Lemos de Castro miêu tả khoa học năm 1984.